# レオノール・デ・ボルボン
レオノール・デ・ボルボン・イ・オルティス（スペイン語: Leonor de Borbón y Ortiz, 2005年10月31日 - ）は、スペインの王族。スペイン王女、アストゥリアス女公。スペイン王位継承順位では現在第1位（法定推定相続人）に位置している。
事実上のスペイン次期王位継承者として、イサベル2世（1833年-1868年在位）以来のスペイン女王（女性国王）に即位するとされる。

## 人物・来歴
アストゥリアス公フェリペ（現スペイン国王フェリペ6世）と、その妻のアストゥリアス公妃レティシア（現王妃）の間の長女（第1子）として、マドリードのルベル国際病院で生まれた。2006年1月14日にサルスエラ宮殿において、マドリード大司教アントニオ・マリア・ロウコ・バレラ枢機卿の主宰による洗礼式が行われた。洗礼にはスペイン王室の伝統に則ってヨルダン川から汲み上げられた水が使われた。洗礼の代父母は父方の祖父母である国王フアン・カルロス1世と王妃ソフィアの夫妻が務めた。
両親であるフェリペとレティシアは意図的にレオノールを守り、メディアなどに彼女のことが掲載されるのを防いできたとされる。
2014年の父の国王即位に伴い、アストゥリアス女公に叙せられた。スペイン王位継承法は男子優先長子相続制ではあり、現行の法では弟が誕生すれば王位継承権は弟が優先となり、アストゥリアス女公からインファンタ（infanta）の地位になるものの、現実的にはその可能性は低いと見られている。父王の即位によって、レオノールはヨーロッパの王室で最も若い王位継承者となった。
2023年10月、立太子宣誓式が行われた。これにより、レオノールは父王の後を継いで将来スペイン女王に即位することがスペイン国内外に宣言され、それまでの推定相続人の立場から正式に法定推定相続人となった。
趣味はチェロで6歳の頃から嗜んでいる。他に乗馬。
左利き。
2021年現在、身長は163cm。

## 教育
2007年9月から2021年9月までマドリード郊外の私立一貫校サンタ・マリア・デ・ロス・ロサレスで幼年～中等教育を受ける。2021年9月にイギリス・ウェールズのアトランティック・カレッジ（UWC）に入学。

## 軍務
2023年8月から、サラゴサにある陸軍士官学校に入校し、士官としての訓練を受けている。その後、海軍士官学校、空軍士官学校(サンティアゴ・デ・ラ・リベラ)にも入校し、合計で3年間にわたって軍事訓練を受ける予定。なお、2023年3月16日(現地時間)に実施された記者会見において、マルガリータ・ロブレス国防相は「議会君主制において、王位継承者は軍隊での経験と職歴を持つ必要がある」「王女が将来我が国の指導者になる上で、必要不可欠なステップ」という主旨の説明をしている。